# Wicked Pictures
Wicked Pictures è una casa produttrice di film pornografica statunitense con sede a Canoga Park in California. Fu fondata nel 1993 da Steve Orenstein.
È l'unico produttore di film pornografici che utilizza il preservativo per tutti i suoi film dal 2004.
Lo studio ha lanciato attrici come: Jenna Jameson, Chasey Lain, Sydnee Steele e Stormy.

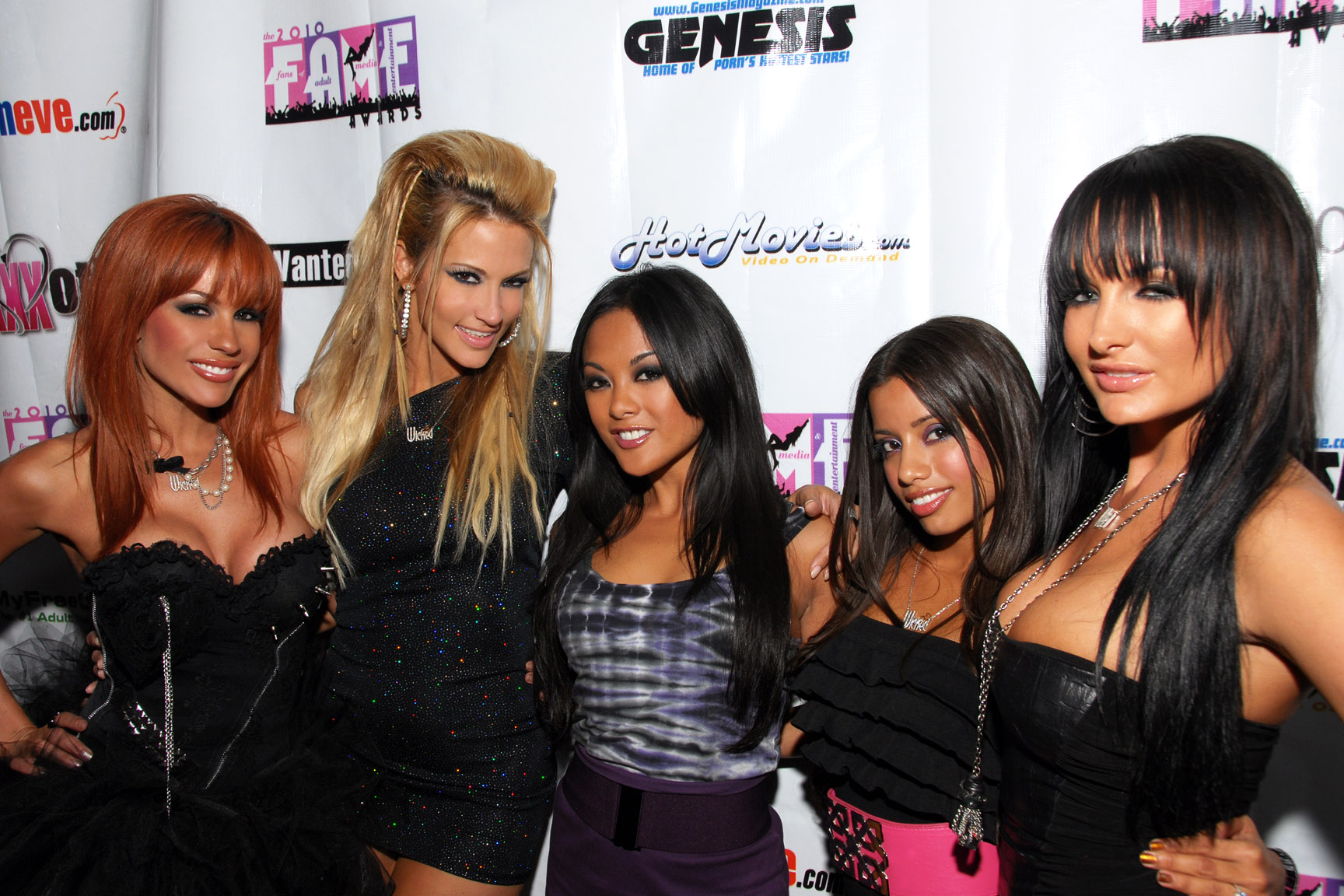
2010 Wicked Girls: Kirsten Price, Jessica Drake, Kaylani Lei, Lupe Fuentes e Alektra Blue

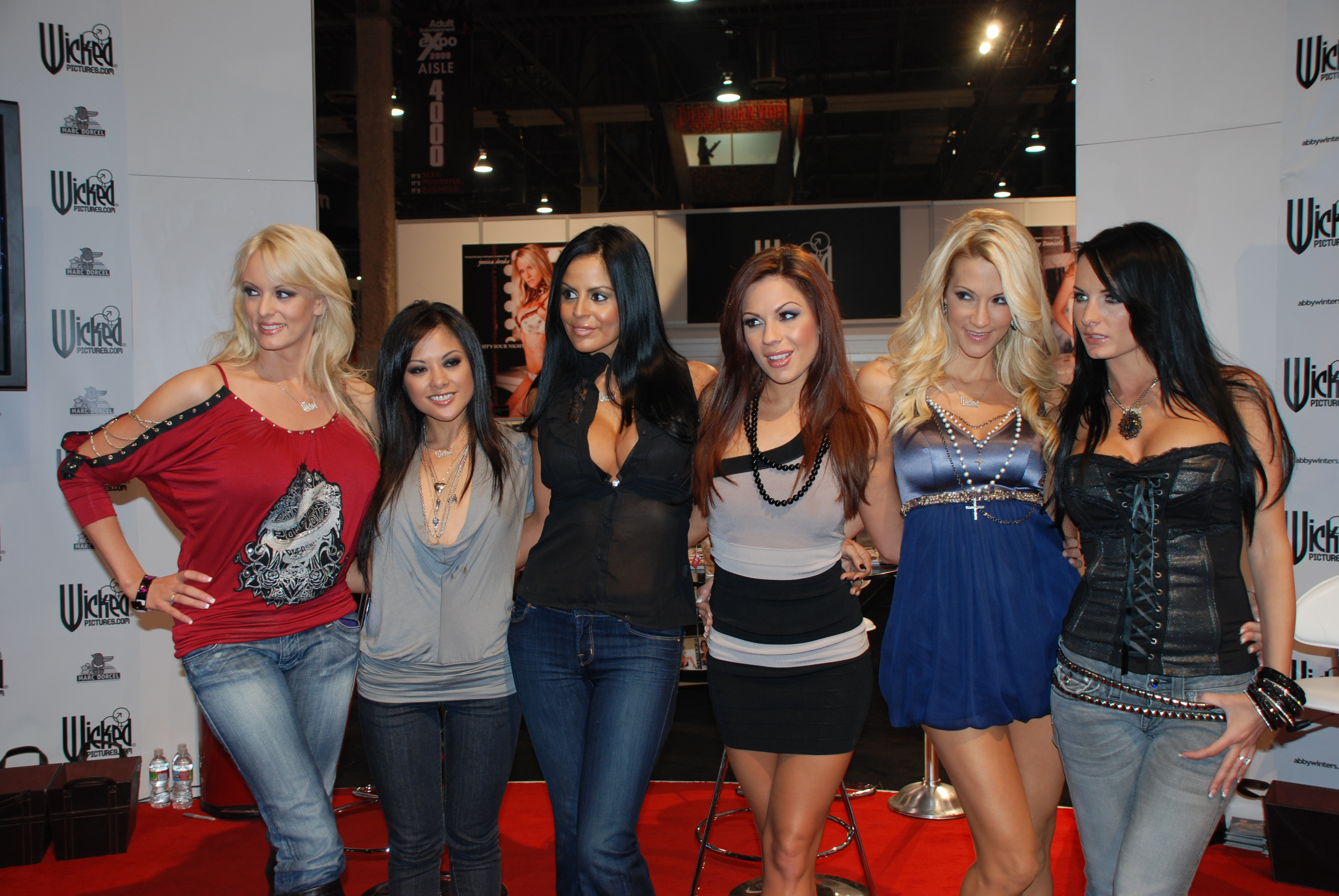
2009 Wicked Girls: Stormy Daniels, Kaylani Lei, Mikayla Mendez, Kirsten Price, Jessica Drake e Alektra Blue

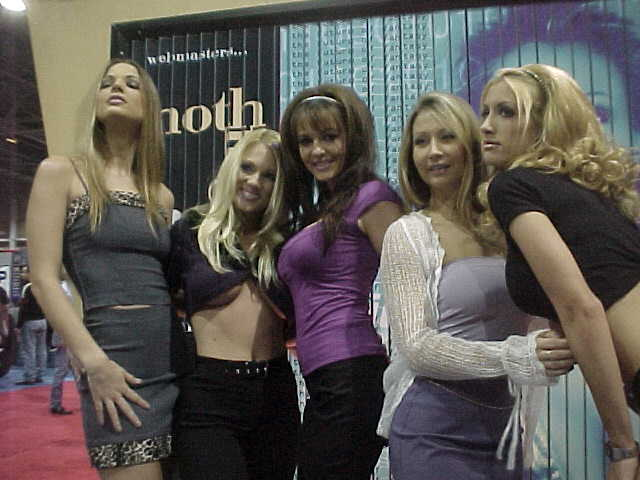
2000 Wicked Girls: Temptress, Missy, Devinn Lane, Serenity e Alexa Rae

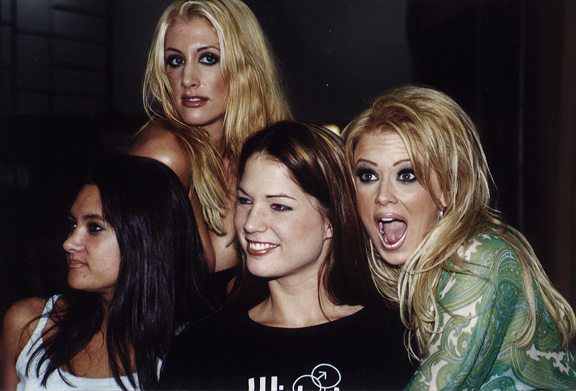
2000 Wicked Girls: Stephanie Swift, Alexa Rae, Temptress e Jenna Jameson

## Storia
La compagnia è stata fondata dal 1993 da Steve Orenstein che si era interessato agli aspetti creativi della produzione cinematografica pornografica mentre lavorava con la società X-Citement Video. Durante il suo primo anno, ha vinto numerosi premi che ad oggi sono quasi 400.

## Wicked Girls
Come per altri studi, Wicked ha intrapreso una politica di assunzione di attrice con contratti in esclusiva (Wicked Girls).
Pornostar attualmente sotto Wicked Girls:
- Stormy Daniels (2002- )
- Jessica Drake (2003- )
- Kaylani Lei (2003-2005, 2007- )
- Samantha Saint (2012- )
- Asa Akira (2013- )[5]
- Aiden Ashley (2013- )[6][7]
- Riley Steele (2013- )[6][8]

### Ex Wicked Girls
- Chasey Lain[9] (1993-1995)
- Jenna Jameson[10] (1995-2000)[11][12]
- Serenity[13] (1996-2001)
- Missy[14] (1997-1999)
- Stephanie Swift[15] (1997-2002)
- Temptress[16] (1998-2000)
- Alexa Rae[17] (1999-2001)
- Devinn Lane[18] (2000-2005)
- Sydnee Steele[19] (2001-2003)[20]
- Julia Ann[21] (2001[22]-2004, 2006-2007[23])
- Keri Sable (2005)[24][25]
- Carmen Hart (2005-2007)[26]
- Mikayla Mendez (2008-2009)[27] - prima porrnostar latina di Wicked Pictures[28][29]
- Lupe Fuentes (2010-2011)[30]
- Kirsten Price (2005-2011)
- Kiara Mia (2012)[31]
- Alektra Blue (2008-2013)[32]